# Oreogrammitis attenuata
Oreogrammitis attenuata är en stensöteväxtart som först beskrevs av Kze., och fick sitt nu gällande namn av Barbara S. Parris. Oreogrammitis attenuata ingår i släktet Oreogrammitis och familjen Polypodiaceae. Inga underarter finns listade.